# 1 000 Miles de Sebring
Les 1 000 Miles de Sebring sont une course automobile qui se déroule sur le Sebring International Raceway à Sebring, en Floride, et faisant partie du Championnat du Monde d'Endurance de la FIA (WEC). Elle se déroule le vendredi en amont des 12 Heures de Sebring, épreuve qui a été inscrite au calendrier du championnat du monde d'endurance FIA 2012 et désormais incluse dans l'United SportsCar Championship depuis 2014. Le format choisi est une course de 1 000 miles (soit 1 600 km), sur une durée maximum de huit heures.

## Historique
La première édition a eu lieu en mars 2019 et est remportée par Toyota. La course est ensuite annulée en 2020 et 2021 à cause de la pandémie de Covid-19. Elle est de nouveau organisée en 2022 avec une victoire d'Alpine.
En 2023, les 1000 Miles de Sebring marquent le début de la saison WEC, avec les grands débuts de plusieurs Hypercars. Sont engagées notamment pour la première fois en compétition la Vanwall Vanderwell 680 et les deux Ferrari 499P. C'est d'ailleurs la 499P n°50 qui signe la pole position avec Antonio Fuoco, une performance historique pour le retour de Ferrari au sommet des courses d'endurance après 50 ans d'absence. La course est elle remportée par Toyota qui signe une deuxième victoire en trois éditions.

## Palmarès
| Année | Pilotes                                          | Équipe              | Voiture             | Championnat                                    |
| ----- | ------------------------------------------------ | ------------------- | ------------------- | ---------------------------------------------- |
| 2019  | Sébastien Buemi Kazuki Nakajima Fernando Alonso  | Toyota Gazoo Racing | Toyota TS050 Hybrid | Championnat du monde d'endurance FIA 2018-2019 |
| 2020  | Annulée                                          | Annulée             | Annulée             | Championnat du monde d'endurance FIA 2019-2020 |
| 2021  | Annulée                                          | Annulée             | Annulée             | Championnat du monde d'endurance FIA 2021      |
| 2022  | André Negrão Nicolas Lapierre Matthieu Vaxiviere | Alpine Elf Team     | Alpine A480         | Championnat du monde d'endurance FIA 2022      |
| 2023  | Mike Conway Kamui Kobayashi José María López     | Toyota Gazoo Racing | Toyota GR010 Hybrid | Championnat du monde d'endurance FIA 2023      |